# Oymak (sockenhuvudort i Kina, Xinjiang Uygur Zizhiqu, lat 47,88, long 86,99)
Oymak (kinesiska: 窝依莫克, 窝依莫克乡) är en sockenhuvudort i Kina. Den ligger i den autonoma regionen Xinjiang, i den nordvästra delen av landet, omkring 460 kilometer norr om regionhuvudstaden Ürümqi. Antalet invånare är 15 187. Befolkningen består av 7 353 kvinnor och 7 834 män. Barn under 15 år utgör 22,0 %, vuxna 15-64 år 72 %, och äldre över 65 år 4,0 %.
Runt Oymak är det mycket glesbefolkat, med 6 invånare per kvadratkilometer. Oymak är det största samhället i trakten. Trakten runt Oymak består till största delen av jordbruksmark.
Genomsnittlig årsnederbörd är 290 millimeter. Den regnigaste månaden är oktober, med i genomsnitt 36 mm nederbörd, och den torraste är april, med 8 mm nederbörd.